# Feels Good Man
Feels Good Man là một bộ phim tài liệu Mỹ năm 2020 về meme Internet Ếch Pepe. Phim đánh dấu sự ra mắt của đạo diễn Arthur Jones và có sự tham gia của nghệ sĩ Matt Furie, người tạo ra Pepe. Bộ phim theo chân Furie khi anh đấu tranh giành lại quyền kiểm soát Pepe từ các thành viên của nhóm alt-right, những người đã sử dụng hình ảnh chú ếch cho mục đích riêng của họ. Bộ phim được công chiếu tại Liên hoan phim Sundance 2020 và giành Giải thưởng của Ban giám khảo đặc biệt về Phim tài liệu Hoa Kỳ cho Nhà làm phim mới nổi. Nó cũng được đề cử trong Cuộc thi Phim tài liệu Hoa Kỳ tại Sundance.

## Cốt truyện và diễn viên
Ếch Pepe, nhân vật do Matt Furie tạo ra và xuất hiện lần đầu tiên trong một truyện tranh có tên Boy's Club trên mạng xã hội MySpace, là một trong bốn người bạn hậu đại học lười biếng sống cùng nhau. Trong một lần, một người bạn cùng nhà bắt gặp Pepe đang đi tiểu với chiếc quần tuột xuống ngang mắt cá chân. Khi được hỏi tại sao, cậu trả lời: "Feels good man" (Cảm thấy thoải mái mày à). Hình ảnh đó trở thành một meme được lan truyền rộng rãi trên Internet và được nhóm alt-right sử dụng.
Furie cố gắng đưa Pepe trở lại từ nhóm alt-right, vì nhóm này đã biến anh từ một nhân vật hoạt hình trở thành một biểu tượng của sự căm ghét. Bộ phim đề cập đến việc liệu Pepe có thể được chuộc lại hay không.
Bộ phim tài liệu này còn có sự góp mặt của Furie.

## Phát triển
Feels Good Man là tác phẩm đầu tay của đạo diễn Arthur Jones.
Jones cũng là người biên tập phim, ông đã hoàn thành việc chỉnh sửa hai ngày trước khi công chiếu tại Liên hoan phim Sundance. Ông mô tả quá trình chỉnh sửa là một "cơn hoảng loạn diễn ra chậm", nhưng cũng nói rằng ông rất mong bộ phim được chiếu tại liên hoan.
Vào đầu tháng 2 năm 2020, bộ phim đang tìm kiếm nhà phân phối.

## Phản ứng người xem

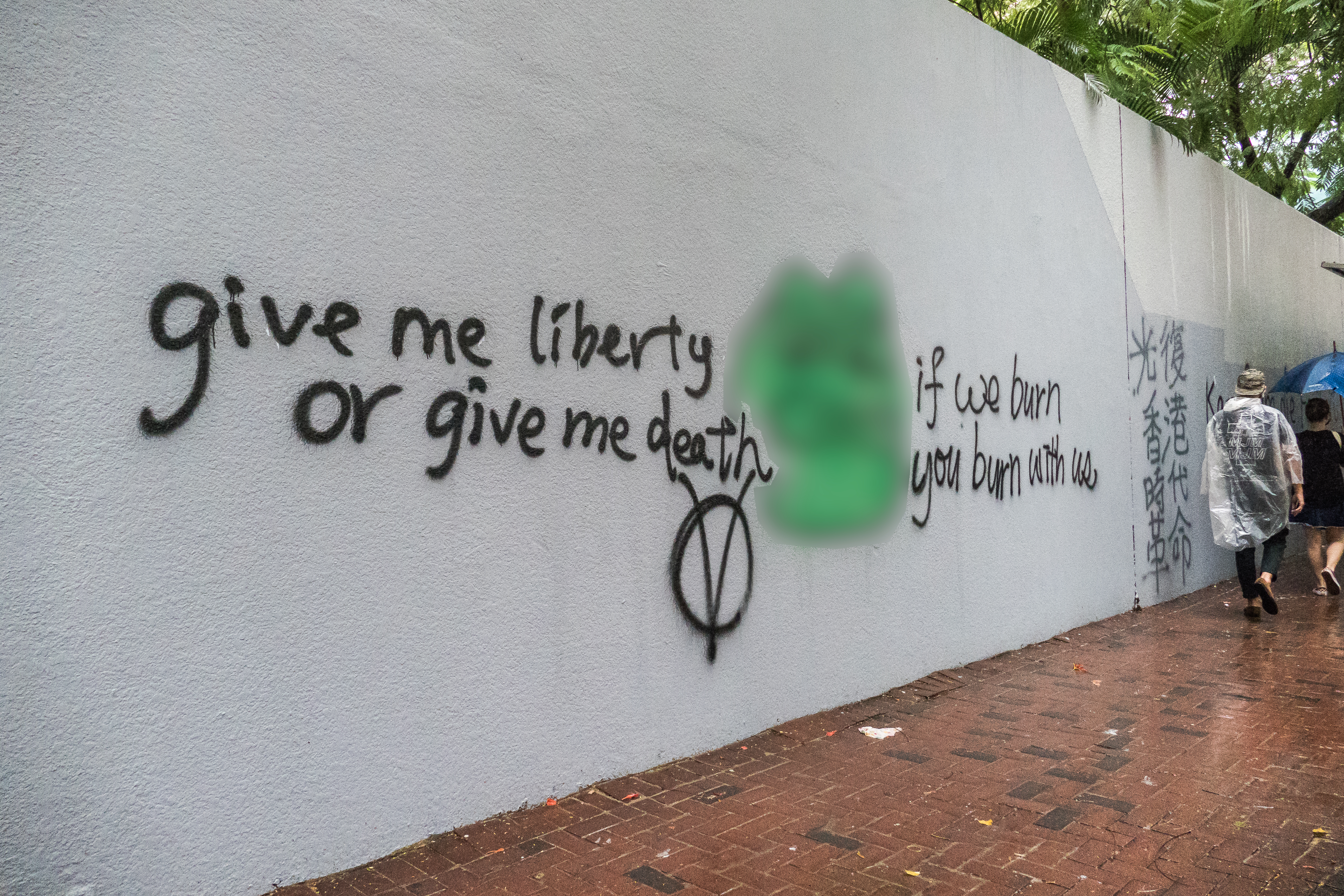
Ếch Pepe được vẽ trên tường bên cạnh câu nói "Hãy cho tôi tự do hoặc cho tôi cái chết", được sử dụng trong các cuộc biểu tình tại Hồng Kông 2019–2020.

Trên trang tổng hợp kết quả đánh giá Rotten Tomatoes, phim nhận được 95% tỷ lệ đồng thuận dựa trên 81 nhận xét, với điểm trung bình là 7.7/10. Các nhà phê bình của trang web đã nhất trí rằng: “Một câu chuyện cảnh giác về văn hóa Internet, Feels Good Man là một cái nhìn đầy quan tâm về hành trình cứu vãn sáng tạo của một nghệ sĩ”. Trên trang Metacritic, bộ phim có điểm trung bình 79 trên 100, dựa trên 18 nhà phê bình, cho thấy “các đánh giá chung tích cực”.
Nick Allen của trang RogerEbert.com viết: "Bộ phim của Jones là một tín hiệu về khả năng hiểu biết trên internet về một loại ngôn ngữ hoàn toàn mới - những meme đó linh động, toàn năng và là một phần của một hiện tượng có nhiều quyền lực hơn những người tạo ra chúng". Daniel Fienberg, viết cho The Hollywood Reporter, nói: "Feels Good Man là tuyệt vời trong việc xây dựng lập luận của mình. Nó không làm cho tôi hiểu được hiện tượng sinh lợi rõ ràng sự truyền bá của Pepe hoặc sự hiếm có của Pepe, nhưng mặt khác, hầu hết các dòng mà nó rút ra thông qua văn hóa của xác chiếc tàu hỏa trực tuyến và sự thay đổi trong văn hóa chính thống là rõ ràng, gây khó chịu và cảnh báo một cách thích hợp".
David Ehrlich của IndieWire đã viết: "Chỉ có rất nhiều người ở vị trí của anh ta có thể làm được, nhưng phim tài liệu giải trí của Jones cũng gợi ý về cách mà ý tưởng nguồn mở cắt giảm cả hai cách. Nếu đúng là không ai sở hữu bất cứ thứ gì trên internet, điều đó có nghĩa là không ai sở hữu bất cứ thứ gì trên internet - không phải Matt Furie, và không phải những kẻ troll đã lấy Pepe khỏi anh ta". Nick Schager viết cho Variety: "Được dẫn dắt bởi Ari Balouzian vui tươi xen kẽ với Ryan Hope thì có tâm điểm lo lắng và thương tiếc, 'Feels Good Man' cung cấp một cái nhìn sâu sắc về khả năng ngày càng tăng của internet để tác động và định hình xã hội hiện đại, điều này thường khiến bộ phim trở thành cơn ác mộng về chủ nghĩa cực đoan và công nghệ".
Polygon của công ty truyền thông Vox Media gọi đây là "bộ phim chính trị quan trọng nhất năm 2020".

## Giải thưởng
Feels Good Man đã giành được giải thưởng của Ban giám khảo đặc biệt về Phim tài liệu Hoa Kỳ cho Nhà làm phim mới nổi tại Liên hoan phim Sundance. Nó cũng được đề cử trong "Cuộc thi Phim tài liệu đặc biệt Hoa Kỳ" của liên hoan.
| Giải thưởng                      | Năm  | Thể loại                                                                                   | Kết quả   | Ref(s). |
| -------------------------------- | ---- | ------------------------------------------------------------------------------------------ | --------- | ------- |
| Liên hoan phim quốc tế Cleveland | 2020 | Cuộc thi Ad Hoc Docs                                                                       | Đề cử     | [ 12 ]  |
| Liên hoan phim Sundance          | 2020 | Cuộc thi tài liệu đặc biệt của Hoa Kỳ                                                      | Đề cử     | [ 11 ]  |
| Liên hoan phim Sundance          | 2020 | Giải thưởng của Ban giám khảo tài liệu đặc biệt Hoa Kỳ dành cho nhà làm phim mới nổi tiếng | Đoạt giải | [ 9 ]   |